# Spastic Ink
A Spastic Ink egy 1993-tól 2004-ig tevékenykedett instrumentális rock/Progresszív Metal együttes volt a texasi San Antonióból. A Watchtower (együttes) gitárosa, Ron Jarzombek alapította. Testvére, Bobby Jarzombek és a basszusgitáros Pete Perez csatlakozott hozzá. Első nagylemezük 1997-ben került piacra a német Dream Circle Records kiadó gondozásában, de mivelhogy ez a cég pár hónap múlva csődbe ment, Jarzombek megalapította saját lemezkiadóját, az EclecticElectric-et, és 2000-ben felújított (remastered) változatban újból megjelentette az albumot.
Második és utolsó nagylemezük 2004-ben jelent meg, az EclecticElectric gondozásában. Ugyanebben az évben a zenekar feloszlott.
Ron Jarzombek 2005-ben csatlakozott a hasonló jellegű Blotted Science együtteshez.

## Tagok
- Ron Jarzombek - gitár
- Bobby Jarzombek - dob
- Pete Perez - basszusgitár

## Diszkográfia
- Ink Complete (1997)
- Ink Compatible (2004)